# Aleksander Załęski
Aleksander Jan Załęski (ur. 7 lipca 1875 w Kurhanie, zm. 1 lutego 1947 w Warszawie) – generał brygady Wojska Polskiego.

## Życiorys
Aleksander Jan Załęski urodził się 7 lipca 1875 roku w Kurhanie, w ówczesnej guberni tobolskiej, w rodzinie polskiego powstańca styczniowego zesłanego na Syberię. Kształcił się w Niemirowie na Podolu. Od 25 października 1895 roku pełnił zawodową służbę wojskową w Armii Imperium Rosyjskiego. W 1899 roku ukończył Oficerską Szkołę Piechoty w Odessie i jako oficer wziął udział w interwencji Rosji w Chinach. Walczył na wojnie rosyjsko-japońskiej 1904–1905. kapitan z 1911. Podpułkownik z 1914 roku jako dowódca batalionu.
W I wojnie światowej dowódca i pułku na froncie niemieckim. Walczył w operacji łódzkiej i w obronie Warszawy, na Wileńszczyźnie, pod Rygą. Pułkownik z 1916. W latach 1917–1918 zastępca dowódcy Legii Rycerskiej w I Korpusie Polskim w Rosji. Potem na polecenie Polskiej Organizacji Wojskowej w Kijowie wstąpił do Armii gen. Antona Denikina.
W Wojsku Polskim od lutego 1919 roku, oficer łącznikowy Naczelnego Dowództwa WP z Dowództwem Okręgu Generalnego „Łódź”. Dowódca 12 pułku strzelców polskich w Armii gen. J. Hallera. 28 maja 1919 roku został mianowany dowódcą XII Brygady Piechoty. Zweryfikowany jako pułkownik z 1 czerwca 1919. W 1921 roku ukończył kurs wyższych dowódców i do 1925 roku dowódca piechoty dywizyjnej 14 Dywizji Piechoty w Poznaniu (od października 1922 roku, z powodu choroby, zastępował go płk SG Franciszek Kleeberg). 1 grudnia 1924 roku awansował na generała brygady ze starszeństwem z dniem 15 sierpnia 1924 roku i 31. lokatą w korpusie generałów. Z dniem 3 grudnia 1924 roku został mianowany dowódcą 29 Dywizji Piechoty w Grodnie. Z dniem 31 maja 1927 roku został przeniesiony w stan spoczynku. Na emeryturze osiadł w Poznaniu. W 1935 roku wystąpił publicznie w obronie honoru munduru bezczeszczonego przez niektórych wojskowych w sprawie brzeskiej. Sądzony przez Oficerski Sąd Honorowy.
We wrześniu 1939 roku zgłosił się do służby, lecz przydziału nie otrzymał. Mimo to Niemcy osadzili go w oflagu. Uwolniony z obozu Koenigstein w 1941 roku, jako gen. Olbrycht, ze względu na stan zdrowia, został wysiedlony z Poznania. Znalazł się w Warszawie. W 1945 roku zgłosił się do służby w ludowym Wojsku Polskim, przydziału nie otrzymał. Otrzymał pracę w wojsku jako pracownik cywilny. Zmarł w Warszawie. Pochowany na Cmentarzu Wojskowym na Powązkach w Warszawie, grób nie istnieje.

## Ordery i odznaczenia
- Krzyż Oficerski Orderu Korony (Belgia)
- Krzyż Kawalerski Orderu Legii Honorowej (Francja)
- Medal Międzysojuszniczy „Médaille Interalliée”